# Coryphaenoides longicirrhus
Coryphaenoides longicirrhus es una especie de pez de la familia Macrouridae en el orden de los Gadiformes.

## Morfología
• Los machos pueden llegar alcanzar los 80 cm de longitud total.

## Hábitat
Es un pez bentopelágico de aguas tropicales que vive entre 1.450-2.403 m de profundidad.

## Distribución geográfica
Se encuentra en Honolulu (Hawái).